# Bulbophyllum coelochilum
Bulbophyllum coelochilum là một loài phong lan thuộc chi Bulbophyllum.